# 이성민 (1998년)
이성민(1998년 2월 4일 ~ )은 대한민국의 축구 선수로, 포지션은 공격수이다.